# Tirreno-Adriático 2022
Tirreno-Adriático 2022 – 57. edycja wyścigu kolarskiego Tirreno-Adriático, która odbyła się w dniach od 7 do 13 marca 2022 na liczącej ponad 1131 kilometrów trasie składającej się z 7 etapów, biegnącej z Lido di Camaiore do San Benedetto del Tronto. Impreza kategorii 2.UWT była częścią UCI World Tour 2022.

## Etapy
| Etap | Data   | Start – Meta                                        | type                       | Dystans (km) | Suma wzniesień (m) | Zwycięzca etapu | Lider         |
| ---- | ------ | --------------------------------------------------- | -------------------------- | ------------ | ------------------ | --------------- | ------------- |
| 1    | 7 mar  | Lido di Camaiore – Lido di Camaiore                 | jazda indywidualna na czas | 13,9         | 4 m                | Filippo Ganna   | Filippo Ganna |
| 2    | 8 mar  | Camaiore – Sovicille                                | pagórkowaty                | 219          | 2144 m             | Tim Merlier     | Filippo Ganna |
| 3    | 9 mar  | Murlo – Terni                                       | płaski                     | 170          | 2063 m             | Caleb Ewan      | Filippo Ganna |
| 4    | 10 mar | Cascata delle Marmore – Bellante                    | górzysty                   | 202          | 3092 m             | Tadej Pogačar   | Tadej Pogačar |
| 5    | 11 mar | Sefro – Fermo                                       | górski                     | 155          | 2402 m             | Warren Barguil  | Tadej Pogačar |
| 6    | 12 mar | Apecchio – Carpegna                                 | górski                     | 213          | 3817 m             | Tadej Pogačar   | Tadej Pogačar |
| 7    | 13 mar | San Benedetto del Tronto – San Benedetto del Tronto | płaski                     | 159          | 1296 m             | Phil Bauhaus    | Tadej Pogačar |

## Uczestnicy

### Drużyny
| WorldTeams (18)- AG2R Citroën Team - Astana Qazaqstan Team - Bahrain Victorious - Bora-Hansgrohe - Cofidis - EF Education-EasyPost - Groupama-FDJ - Ineos Grenadiers - Intermarché-Wanty-Gobert Matériaux - Israel-Premier Tech - Jumbo-Visma - Lotto-Soudal - Movistar Team - Quick-Step Alpha Vinyl - BikeExchange-Jayco - Team DSM - Trek-Segafredo - UAE Team Emirates ProTeams (6)- Alpecin-Fenix - Arkéa-Samsic - Bardiani-CSF-Faizanè - Drone Hopper-Androni Giocattoli - Eolo-Kometa - TotalEnergies |
| |

### Lista startowa
| UAE Team Emirates UAD | UAE Team Emirates UAD     | UAE Team Emirates UAD |
| --------------------- | ------------------------- | --------------------- |
| Nr                    | Kolarz                    | Miejsce               |
| 1                     | Tadej Pogačar (SLO)       | 1.                    |
| 2                     | Pascal Ackermann (GER)    | 129.                  |
| 3                     | Mikkel Bjerg (DEN)        | 139.                  |
| 4                     | Davide Formolo (ITA)      | 46.                   |
| 5                     | Rafał Majka (POL)         | 25.                   |
| 6                     | Maximiliano Richeze (ARG) | 136.                  |
| 7                     | Marc Soler (ESP)          | 15.                   |

| AG2R Citroën Team ACT | AG2R Citroën Team ACT   | AG2R Citroën Team ACT |
| --------------------- | ----------------------- | --------------------- |
| Nr                    | Kolarz                  | Miejsce               |
| 11                    | Greg Van Avermaet (BEL) | 57.                   |
| 12                    | Geoffrey Bouchard (FRA) | 22.                   |
| 13                    | Lilian Calmejane (FRA)  | 36.                   |
| 14                    | Benoît Cosnefroy (FRA)  | 54.                   |
| 15                    | Bob Jungels (LUX)       | 23.                   |
| 16                    | Michael Schär (SUI)     | 43.                   |
| 17                    | Andrea Vendrame (ITA)   | 52.                   |

| Alpecin-Fenix AFC | Alpecin-Fenix AFC       | Alpecin-Fenix AFC |
| ----------------- | ----------------------- | ----------------- |
| Nr                | Kolarz                  | Miejsce           |
| 21                | Tim Merlier (BEL)       | 114.              |
| 22                | Michael Gogl (AUT)      | 67.               |
| 23                | Xandro Meurisse (BEL)   | 42.               |
| 24                | Stefano Oldani (ITA)    | DNF-6             |
| 25                | Edward Planckaert (BEL) | 121.              |
| 26                | Robert Stannard (AUS)   | DNF-7             |
| 27                | Gianni Vermeersch (BEL) | 78.               |

| Astana Qazaqstan Team AST | Astana Qazaqstan Team AST | Astana Qazaqstan Team AST |
| ------------------------- | ------------------------- | ------------------------- |
| Nr                        | Kolarz                    | Miejsce                   |
| 31                        | Miguel Ángel López (COL)  | 21.                       |
| 32                        | Leonardo Basso (ITA)      | 127.                      |
| 33                        | Manuele Boaro (ITA)       | 86.                       |
| 34                        | Davide Martinelli (ITA)   | 113.                      |
| 35                        | Gianni Moscon (ITA)       | 118.                      |
| 36                        | Harold Tejada (COL)       | DNF-6                     |
| 37                        | Simone Velasco (ITA)      | 35.                       |

| Bahrain Victorious TBV | Bahrain Victorious TBV  | Bahrain Victorious TBV |
| ---------------------- | ----------------------- | ---------------------- |
| Nr                     | Kolarz                  | Miejsce                |
| 41                     | Damiano Caruso (ITA)    | 7.                     |
| 42                     | Phil Bauhaus (GER)      | 124.                   |
| 43                     | Pello Bilbao (ESP)      | 9.                     |
| 44                     | Heinrich Haussler (AUS) | 112.                   |
| 45                     | Mikel Landa (ESP)       | 3.                     |
| 46                     | Jan Tratnik (SLO)       | 87.                    |
| 47                     | Jasha Sütterlin (GER)   | 95.                    |

| Bardiani CSF Faizanè BCF | Bardiani CSF Faizanè BCF | Bardiani CSF Faizanè BCF |
| ------------------------ | ------------------------ | ------------------------ |
| Nr                       | Kolarz                   | Miejsce                  |
| 51                       | Giovanni Visconti (ITA)  | DNF-2                    |
| 52                       | Jonathan Cañaveral (COL) | 143.                     |
| 53                       | Filippo Fiorelli (ITA)   | 138.                     |
| 54                       | Davide Gabburo (ITA)     | 137.                     |
| 55                       | Sacha Modolo (ITA)       | 97.                      |
| 56                       | Luca Rastelli (ITA)      | 101.                     |
| 57                       | Alessandro Tonelli (ITA) | 51.                      |

| Bora-Hansgrohe BOH | Bora-Hansgrohe BOH     | Bora-Hansgrohe BOH |
| ------------------ | ---------------------- | ------------------ |
| Nr                 | Kolarz                 | Miejsce            |
| 61                 | Wilco Kelderman (NED)  | 19.                |
| 62                 | Cesare Benedetti (POL) | 82.                |
| 63                 | Emanuel Buchmann (GER) | 28.                |
| 64                 | Matteo Fabbro (ITA)    | 61.                |
| 65                 | Marco Haller (AUT)     | 103.               |
| 66                 | Jai Hindley (AUS)      | 5.                 |
| 67                 | Jordi Meeus (BEL)      | 130.               |

| Cofidis COF | Cofidis COF           | Cofidis COF |
| ----------- | --------------------- | ----------- |
| Nr          | Kolarz                | Miejsce     |
| 71          | Benjamin Thomas (FRA) | 75.         |
| 73          | Davide Cimolai (ITA)  | 127.        |
| 74          | Simone Consonni (ITA) | DNS-5       |
| 75          | Victor Lafay (FRA)    | 16.         |
| 76          | Anthony Perez (FRA)   | 39.         |
| 77          | Davide Villella (ITA) | 29.         |

| Drone Hopper-Androni Giocattoli DRA | Drone Hopper-Androni Giocattoli DRA | Drone Hopper-Androni Giocattoli DRA |
| ----------------------------------- | ----------------------------------- | ----------------------------------- |
| Nr                                  | Kolarz                              | Miejsce                             |
| 81                                  | Mattia Bais (ITA)                   | DNF-7                               |
| 82                                  | Jefferson Alexander Cepeda (ECU)    | 30.                                 |
| 83                                  | Umberto Marengo (ITA)               | 107.                                |
| 84                                  | Jhonatan Restrepo (COL)             | DNS-7                               |
| 85                                  | Eduardo Sepúlveda (ARG)             | 26.                                 |
| 86                                  | Natnael Tesfatsion (ERI)            | 37.                                 |
| 87                                  | Edoardo Zardini (ITA)               | 83.                                 |

| EF Education-EasyPost EFE | EF Education-EasyPost EFE | EF Education-EasyPost EFE |
| ------------------------- | ------------------------- | ------------------------- |
| Nr                        | Kolarz                    | Miejsce                   |
| 91                        | Rigoberto Urán (COL)      | 14.                       |
| 92                        | Ruben Guerreiro (POR)     | DNF-3                     |
| 93                        | Michael Valgren (DEN)     | 81.                       |
| 94                        | Magnus Cort Nielsen (DEN) | DNF-7                     |
| 95                        | Mark Padun (UKR)          | DNF-5                     |
| 96                        | Jonathan Caicedo (ECU)    | 66.                       |
| 97                        | Thomas Scully (NZL)       | 140.                      |

| Eolo-Kometa EOK | Eolo-Kometa EOK         | Eolo-Kometa EOK |
| --------------- | ----------------------- | --------------- |
| Nr              | Kolarz                  | Miejsce         |
| 101             | Diego Rosa (ITA)        | 38.             |
| 102             | Vincenzo Albanese (ITA) | 79.             |
| 103             | Davide Bais (ITA)       | 133.            |
| 104             | Lorenzo Fortunato (ITA) | 18.             |
| 105             | Francesco Gavazzi (ITA) | 39.             |
| 106             | Giovanni Lonardi (ITA)  | 119.            |
| 107             | Mirco Maestri (ITA)     | 96.             |

| Groupama-FDJ GFC | Groupama-FDJ GFC                  | Groupama-FDJ GFC |
| ---------------- | --------------------------------- | ---------------- |
| Nr               | Kolarz                            | Miejsce          |
| 111              | Thibaut Pinot (FRA)               | 8.               |
| 112              | Arnaud Démare (FRA)               | 77.              |
| 113              | Antoine Duchesne (CAN)            | 49.              |
| 114              | Jacopo Guarnieri (ITA)            | 134.             |
| 115              | Ignatas Konovalovas (LTU) (szosa) | 104.             |
| 116              | Tobias Ludvigsson (SWE)           | 53.              |
| 117              | Ramon Sinkeldam (NED)             | 126.             |

| Ineos Grenadiers IGD | Ineos Grenadiers IGD        | Ineos Grenadiers IGD |
| -------------------- | --------------------------- | -------------------- |
| Nr                   | Kolarz                      | Miejsce              |
| 121                  | Richard Carapaz (ECU) (ITT) | DNS-5                |
| 122                  | Filippo Ganna (ITA) (ITT)   | 71.                  |
| 123                  | Tao Geoghegan Hart (GBR)    | DNS-7                |
| 124                  | Jhonatan Narváez (ECU)      | DNF-6                |
| 125                  | Richie Porte (AUS)          | 4.                   |
| 126                  | Ben Swift (GBR) (szosa)     | 58.                  |
| 127                  | Elia Viviani (ITA)          | DNF-6                |

| Intermarché-Wanty-Gobert Matériaux IWG | Intermarché-Wanty-Gobert Matériaux IWG | Intermarché-Wanty-Gobert Matériaux IWG |
| -------------------------------------- | -------------------------------------- | -------------------------------------- |
| Nr                                     | Kolarz                                 | Miejsce                                |
| 131                                    | Alexander Kristoff (NOR)               | 85.                                    |
| 132                                    | Sven Erik Bystrøm (NOR)                | 60.                                    |
| 133                                    | Andrea Pasqualon (ITA)                 | 70.                                    |
| 134                                    | Adrien Petit (FRA)                     | 117.                                   |
| 135                                    | Domenico Pozzovivo (ITA)               | 13.                                    |
| 136                                    | Lorenzo Rota (ITA)                     | 24.                                    |
| 137                                    | Taco van der Hoorn (NED)               | 141.                                   |

| Israel-Premier Tech IPT | Israel-Premier Tech IPT | Israel-Premier Tech IPT |
| ----------------------- | ----------------------- | ----------------------- |
| Nr                      | Kolarz                  | Miejsce                 |
| 141                     | Jakob Fuglsang (DEN)    | 41.                     |
| 142                     | Matthias Brändle (AUT)  | 110.                    |
| 143                     | Alex Dowsett (GBR)      | 111.                    |
| 144                     | Daryl Impey (RSA)       | 76.                     |
| 145                     | Krists Neilands (LAT)   | 64.                     |
| 146                     | Giacomo Nizzolo (ITA)   | 116.                    |
| 147                     | Rick Zabel (GER)        | 142.                    |

| Jumbo-Visma TJV | Jumbo-Visma TJV          | Jumbo-Visma TJV |
| --------------- | ------------------------ | --------------- |
| Nr              | Kolarz                   | Miejsce         |
| 151             | Jonas Vingegaard (DEN)   | 2.              |
| 152             | Edoardo Affini (ITA)     | 109.            |
| 153             | Koen Bouwman (NED)       | 34.             |
| 154             | Olav Kooij (NED)         | 115.            |
| 155             | Sepp Kuss (USA)          | 68.             |
| 156             | Tosh Van der Sande (BEL) | 65.             |
| 157             | Jos van Emden (NED)      | 91.             |

| Lotto-Soudal LTS | Lotto-Soudal LTS          | Lotto-Soudal LTS |
| ---------------- | ------------------------- | ---------------- |
| Nr               | Kolarz                    | Miejsce          |
| 161              | Tim Wellens (BEL)         | DNF-6            |
| 162              | Caleb Ewan (AUS)          | DNF-4            |
| 163              | Roger Kluge (GER)         | 125.             |
| 164              | Michael Schwarzmann (GER) | 120.             |
| 165              | Rüdiger Selig (GER)       | DNF-5            |
| 166              | Harry Sweeny (AUS)        | 99.              |
| 167              | Maxim Van Gils (BEL)      | DNF-5            |

| Movistar Team MOV | Movistar Team MOV       | Movistar Team MOV |
| ----------------- | ----------------------- | ----------------- |
| Nr                | Kolarz                  | Miejsce           |
| 171               | Enric Mas (ESP)         | DNS-7             |
| 172               | Alex Aranburu (ESP)     | 29.               |
| 173               | Jorge Arcas (ESP)       | 62.               |
| 174               | Mathias Norsgaard (DEN) | 108.              |
| 175               | Lluís Mas (ESP)         | DNF-6             |
| 176               | Nelson Oliveira (POR)   | 32.               |
| 177               | Einer Rubio (COL)       | 72.               |

| Quick-Step Alpha Vinyl QST | Quick-Step Alpha Vinyl QST       | Quick-Step Alpha Vinyl QST |
| -------------------------- | -------------------------------- | -------------------------- |
| Nr                         | Kolarz                           | Miejsce                    |
| 181                        | Julian Alaphilippe (FRA) (szosa) | 33.                        |
| 182                        | Kasper Asgreen (DEN) (ITT)       | 88.                        |
| 183                        | Davide Ballerini (ITA)           | 80.                        |
| 184                        | Mark Cavendish (GBR)             | 128.                       |
| 185                        | Josef Černý (CZE) (ITT)          | 135.                       |
| 186                        | Remco Evenepoel (BEL)            | 11.                        |
| 187                        | Mikkel Frølich Honoré (DEN)      | 93.                        |

| Arkéa-Samsic ARK | Arkéa-Samsic ARK         | Arkéa-Samsic ARK |
| ---------------- | ------------------------ | ---------------- |
| Nr               | Kolarz                   | Miejsce          |
| 191              | Warren Barguil (FRA)     | 20.              |
| 192              | Maxime Bouet (FRA)       | 31.              |
| 193              | Nacer Bouhanni (FRA)     | DNS-5            |
| 194              | Thibault Guernalec (FRA) | DNS-6            |
| 195              | Daniel McLay (GBR)       | DNS-6            |
| 196              | Alan Riou (FRA)          | 106.             |
| 197              | Clément Russo (FRA)      | 84.              |

| BikeExchange-Jayco BEX | BikeExchange-Jayco BEX     | BikeExchange-Jayco BEX |
| ---------------------- | -------------------------- | ---------------------- |
| Nr                     | Kolarz                     | Miejsce                |
| 201                    | Michael Matthews (AUS)     | 50.                    |
| 202                    | Lawson Craddock (USA)      | 92.                    |
| 203                    | Alexander Edmondson (AUS)  | 94.                    |
| 204                    | Tsgabu Grmay (ETH)         | 69.                    |
| 205                    | Kaden Groves (AUS)         | 132.                   |
| 206                    | Alexander Konychev (ITA)   | 105.                   |
| 207                    | Matteo Sobrero (ITA) (ITT) | 44.                    |

| Team DSM DSM | Team DSM DSM            | Team DSM DSM |
| ------------ | ----------------------- | ------------ |
| Nr           | Kolarz                  | Miejsce      |
| 211          | Romain Bardet (FRA)     | 12.          |
| 212          | Thymen Arensman (NED)   | 6.           |
| 213          | Nikias Arndt (GER)      | 75.          |
| 214          | Alberto Dainese (ITA)   | 122.         |
| 215          | Chris Hamilton (AUS)    | 74.          |
| 216          | Joris Nieuwenhuis (NED) | 100.         |
| 217          | Martijn Tusveld (NED)   | 98.          |

| TotalEnergies TEN | TotalEnergies TEN          | TotalEnergies TEN |
| ----------------- | -------------------------- | ----------------- |
| Nr                | Kolarz                     | Miejsce           |
| 221               | Peter Sagan (SVK) (szosa)  | DNS-3             |
| 222               | Edvald Boasson Hagen (NOR) | 73.               |
| 223               | Maciej Bodnar (POL) (ITT)  | 123.              |
| 224               | Valentin Ferron (FRA)      | 55.               |
| 225               | Daniel Oss (ITA)           | 89.               |
| 226               | Cristián Rodríguez (ESP)   | 17.               |
| 227               | Julien Simon (FRA)         | 56.               |

| Trek-Segafredo TFS | Trek-Segafredo TFS               | Trek-Segafredo TFS |
| ------------------ | -------------------------------- | ------------------ |
| Nr                 | Kolarz                           | Miejsce            |
| 231                | Giulio Ciccone (ITA)             | 10.                |
| 232                | Gianluca Brambilla (ITA)         | 48.                |
| 233                | Dario Cataldo (ITA)              | 45.                |
| 234                | Matteo Moschetti (ITA)           | 131.               |
| 235                | Quinn Simmons (USA)              | 63.                |
| 236                | Toms Skujiņš (LAT) (szosa i ITT) | 59.                |
| 237                | Edward Theuns (BEL)              | 102.               |

| UAE Team Emirates UAD | UAE Team Emirates UAD     | UAE Team Emirates UAD |
| --------------------- | ------------------------- | --------------------- |
| Nr                    | Kolarz                    | Miejsce               |
| 1                     | Tadej Pogačar (SLO)       | 1.                    |
| 2                     | Pascal Ackermann (GER)    | 129.                  |
| 3                     | Mikkel Bjerg (DEN)        | 139.                  |
| 4                     | Davide Formolo (ITA)      | 46.                   |
| 5                     | Rafał Majka (POL)         | 25.                   |
| 6                     | Maximiliano Richeze (ARG) | 136.                  |
| 7                     | Marc Soler (ESP)          | 15.                   |

| AG2R Citroën Team ACT | AG2R Citroën Team ACT   | AG2R Citroën Team ACT |
| --------------------- | ----------------------- | --------------------- |
| Nr                    | Kolarz                  | Miejsce               |
| 11                    | Greg Van Avermaet (BEL) | 57.                   |
| 12                    | Geoffrey Bouchard (FRA) | 22.                   |
| 13                    | Lilian Calmejane (FRA)  | 36.                   |
| 14                    | Benoît Cosnefroy (FRA)  | 54.                   |
| 15                    | Bob Jungels (LUX)       | 23.                   |
| 16                    | Michael Schär (SUI)     | 43.                   |
| 17                    | Andrea Vendrame (ITA)   | 52.                   |

| Alpecin-Fenix AFC | Alpecin-Fenix AFC       | Alpecin-Fenix AFC |
| ----------------- | ----------------------- | ----------------- |
| Nr                | Kolarz                  | Miejsce           |
| 21                | Tim Merlier (BEL)       | 114.              |
| 22                | Michael Gogl (AUT)      | 67.               |
| 23                | Xandro Meurisse (BEL)   | 42.               |
| 24                | Stefano Oldani (ITA)    | DNF-6             |
| 25                | Edward Planckaert (BEL) | 121.              |
| 26                | Robert Stannard (AUS)   | DNF-7             |
| 27                | Gianni Vermeersch (BEL) | 78.               |

| Astana Qazaqstan Team AST | Astana Qazaqstan Team AST | Astana Qazaqstan Team AST |
| ------------------------- | ------------------------- | ------------------------- |
| Nr                        | Kolarz                    | Miejsce                   |
| 31                        | Miguel Ángel López (COL)  | 21.                       |
| 32                        | Leonardo Basso (ITA)      | 127.                      |
| 33                        | Manuele Boaro (ITA)       | 86.                       |
| 34                        | Davide Martinelli (ITA)   | 113.                      |
| 35                        | Gianni Moscon (ITA)       | 118.                      |
| 36                        | Harold Tejada (COL)       | DNF-6                     |
| 37                        | Simone Velasco (ITA)      | 35.                       |

| Bahrain Victorious TBV | Bahrain Victorious TBV  | Bahrain Victorious TBV |
| ---------------------- | ----------------------- | ---------------------- |
| Nr                     | Kolarz                  | Miejsce                |
| 41                     | Damiano Caruso (ITA)    | 7.                     |
| 42                     | Phil Bauhaus (GER)      | 124.                   |
| 43                     | Pello Bilbao (ESP)      | 9.                     |
| 44                     | Heinrich Haussler (AUS) | 112.                   |
| 45                     | Mikel Landa (ESP)       | 3.                     |
| 46                     | Jan Tratnik (SLO)       | 87.                    |
| 47                     | Jasha Sütterlin (GER)   | 95.                    |

| Bardiani CSF Faizanè BCF | Bardiani CSF Faizanè BCF | Bardiani CSF Faizanè BCF |
| ------------------------ | ------------------------ | ------------------------ |
| Nr                       | Kolarz                   | Miejsce                  |
| 51                       | Giovanni Visconti (ITA)  | DNF-2                    |
| 52                       | Jonathan Cañaveral (COL) | 143.                     |
| 53                       | Filippo Fiorelli (ITA)   | 138.                     |
| 54                       | Davide Gabburo (ITA)     | 137.                     |
| 55                       | Sacha Modolo (ITA)       | 97.                      |
| 56                       | Luca Rastelli (ITA)      | 101.                     |
| 57                       | Alessandro Tonelli (ITA) | 51.                      |

| Bora-Hansgrohe BOH | Bora-Hansgrohe BOH     | Bora-Hansgrohe BOH |
| ------------------ | ---------------------- | ------------------ |
| Nr                 | Kolarz                 | Miejsce            |
| 61                 | Wilco Kelderman (NED)  | 19.                |
| 62                 | Cesare Benedetti (POL) | 82.                |
| 63                 | Emanuel Buchmann (GER) | 28.                |
| 64                 | Matteo Fabbro (ITA)    | 61.                |
| 65                 | Marco Haller (AUT)     | 103.               |
| 66                 | Jai Hindley (AUS)      | 5.                 |
| 67                 | Jordi Meeus (BEL)      | 130.               |

| Cofidis COF | Cofidis COF           | Cofidis COF |
| ----------- | --------------------- | ----------- |
| Nr          | Kolarz                | Miejsce     |
| 71          | Benjamin Thomas (FRA) | 75.         |
| 73          | Davide Cimolai (ITA)  | 127.        |
| 74          | Simone Consonni (ITA) | DNS-5       |
| 75          | Victor Lafay (FRA)    | 16.         |
| 76          | Anthony Perez (FRA)   | 39.         |
| 77          | Davide Villella (ITA) | 29.         |

| Drone Hopper-Androni Giocattoli DRA | Drone Hopper-Androni Giocattoli DRA | Drone Hopper-Androni Giocattoli DRA |
| ----------------------------------- | ----------------------------------- | ----------------------------------- |
| Nr                                  | Kolarz                              | Miejsce                             |
| 81                                  | Mattia Bais (ITA)                   | DNF-7                               |
| 82                                  | Jefferson Alexander Cepeda (ECU)    | 30.                                 |
| 83                                  | Umberto Marengo (ITA)               | 107.                                |
| 84                                  | Jhonatan Restrepo (COL)             | DNS-7                               |
| 85                                  | Eduardo Sepúlveda (ARG)             | 26.                                 |
| 86                                  | Natnael Tesfatsion (ERI)            | 37.                                 |
| 87                                  | Edoardo Zardini (ITA)               | 83.                                 |

| EF Education-EasyPost EFE | EF Education-EasyPost EFE | EF Education-EasyPost EFE |
| ------------------------- | ------------------------- | ------------------------- |
| Nr                        | Kolarz                    | Miejsce                   |
| 91                        | Rigoberto Urán (COL)      | 14.                       |
| 92                        | Ruben Guerreiro (POR)     | DNF-3                     |
| 93                        | Michael Valgren (DEN)     | 81.                       |
| 94                        | Magnus Cort Nielsen (DEN) | DNF-7                     |
| 95                        | Mark Padun (UKR)          | DNF-5                     |
| 96                        | Jonathan Caicedo (ECU)    | 66.                       |
| 97                        | Thomas Scully (NZL)       | 140.                      |

| Eolo-Kometa EOK | Eolo-Kometa EOK         | Eolo-Kometa EOK |
| --------------- | ----------------------- | --------------- |
| Nr              | Kolarz                  | Miejsce         |
| 101             | Diego Rosa (ITA)        | 38.             |
| 102             | Vincenzo Albanese (ITA) | 79.             |
| 103             | Davide Bais (ITA)       | 133.            |
| 104             | Lorenzo Fortunato (ITA) | 18.             |
| 105             | Francesco Gavazzi (ITA) | 39.             |
| 106             | Giovanni Lonardi (ITA)  | 119.            |
| 107             | Mirco Maestri (ITA)     | 96.             |

| Groupama-FDJ GFC | Groupama-FDJ GFC                  | Groupama-FDJ GFC |
| ---------------- | --------------------------------- | ---------------- |
| Nr               | Kolarz                            | Miejsce          |
| 111              | Thibaut Pinot (FRA)               | 8.               |
| 112              | Arnaud Démare (FRA)               | 77.              |
| 113              | Antoine Duchesne (CAN)            | 49.              |
| 114              | Jacopo Guarnieri (ITA)            | 134.             |
| 115              | Ignatas Konovalovas (LTU) (szosa) | 104.             |
| 116              | Tobias Ludvigsson (SWE)           | 53.              |
| 117              | Ramon Sinkeldam (NED)             | 126.             |

| Ineos Grenadiers IGD | Ineos Grenadiers IGD        | Ineos Grenadiers IGD |
| -------------------- | --------------------------- | -------------------- |
| Nr                   | Kolarz                      | Miejsce              |
| 121                  | Richard Carapaz (ECU) (ITT) | DNS-5                |
| 122                  | Filippo Ganna (ITA) (ITT)   | 71.                  |
| 123                  | Tao Geoghegan Hart (GBR)    | DNS-7                |
| 124                  | Jhonatan Narváez (ECU)      | DNF-6                |
| 125                  | Richie Porte (AUS)          | 4.                   |
| 126                  | Ben Swift (GBR) (szosa)     | 58.                  |
| 127                  | Elia Viviani (ITA)          | DNF-6                |

| Intermarché-Wanty-Gobert Matériaux IWG | Intermarché-Wanty-Gobert Matériaux IWG | Intermarché-Wanty-Gobert Matériaux IWG |
| -------------------------------------- | -------------------------------------- | -------------------------------------- |
| Nr                                     | Kolarz                                 | Miejsce                                |
| 131                                    | Alexander Kristoff (NOR)               | 85.                                    |
| 132                                    | Sven Erik Bystrøm (NOR)                | 60.                                    |
| 133                                    | Andrea Pasqualon (ITA)                 | 70.                                    |
| 134                                    | Adrien Petit (FRA)                     | 117.                                   |
| 135                                    | Domenico Pozzovivo (ITA)               | 13.                                    |
| 136                                    | Lorenzo Rota (ITA)                     | 24.                                    |
| 137                                    | Taco van der Hoorn (NED)               | 141.                                   |

| Israel-Premier Tech IPT | Israel-Premier Tech IPT | Israel-Premier Tech IPT |
| ----------------------- | ----------------------- | ----------------------- |
| Nr                      | Kolarz                  | Miejsce                 |
| 141                     | Jakob Fuglsang (DEN)    | 41.                     |
| 142                     | Matthias Brändle (AUT)  | 110.                    |
| 143                     | Alex Dowsett (GBR)      | 111.                    |
| 144                     | Daryl Impey (RSA)       | 76.                     |
| 145                     | Krists Neilands (LAT)   | 64.                     |
| 146                     | Giacomo Nizzolo (ITA)   | 116.                    |
| 147                     | Rick Zabel (GER)        | 142.                    |

| Jumbo-Visma TJV | Jumbo-Visma TJV          | Jumbo-Visma TJV |
| --------------- | ------------------------ | --------------- |
| Nr              | Kolarz                   | Miejsce         |
| 151             | Jonas Vingegaard (DEN)   | 2.              |
| 152             | Edoardo Affini (ITA)     | 109.            |
| 153             | Koen Bouwman (NED)       | 34.             |
| 154             | Olav Kooij (NED)         | 115.            |
| 155             | Sepp Kuss (USA)          | 68.             |
| 156             | Tosh Van der Sande (BEL) | 65.             |
| 157             | Jos van Emden (NED)      | 91.             |

| Lotto-Soudal LTS | Lotto-Soudal LTS          | Lotto-Soudal LTS |
| ---------------- | ------------------------- | ---------------- |
| Nr               | Kolarz                    | Miejsce          |
| 161              | Tim Wellens (BEL)         | DNF-6            |
| 162              | Caleb Ewan (AUS)          | DNF-4            |
| 163              | Roger Kluge (GER)         | 125.             |
| 164              | Michael Schwarzmann (GER) | 120.             |
| 165              | Rüdiger Selig (GER)       | DNF-5            |
| 166              | Harry Sweeny (AUS)        | 99.              |
| 167              | Maxim Van Gils (BEL)      | DNF-5            |

| Movistar Team MOV | Movistar Team MOV       | Movistar Team MOV |
| ----------------- | ----------------------- | ----------------- |
| Nr                | Kolarz                  | Miejsce           |
| 171               | Enric Mas (ESP)         | DNS-7             |
| 172               | Alex Aranburu (ESP)     | 29.               |
| 173               | Jorge Arcas (ESP)       | 62.               |
| 174               | Mathias Norsgaard (DEN) | 108.              |
| 175               | Lluís Mas (ESP)         | DNF-6             |
| 176               | Nelson Oliveira (POR)   | 32.               |
| 177               | Einer Rubio (COL)       | 72.               |

| Quick-Step Alpha Vinyl QST | Quick-Step Alpha Vinyl QST       | Quick-Step Alpha Vinyl QST |
| -------------------------- | -------------------------------- | -------------------------- |
| Nr                         | Kolarz                           | Miejsce                    |
| 181                        | Julian Alaphilippe (FRA) (szosa) | 33.                        |
| 182                        | Kasper Asgreen (DEN) (ITT)       | 88.                        |
| 183                        | Davide Ballerini (ITA)           | 80.                        |
| 184                        | Mark Cavendish (GBR)             | 128.                       |
| 185                        | Josef Černý (CZE) (ITT)          | 135.                       |
| 186                        | Remco Evenepoel (BEL)            | 11.                        |
| 187                        | Mikkel Frølich Honoré (DEN)      | 93.                        |

| Arkéa-Samsic ARK | Arkéa-Samsic ARK         | Arkéa-Samsic ARK |
| ---------------- | ------------------------ | ---------------- |
| Nr               | Kolarz                   | Miejsce          |
| 191              | Warren Barguil (FRA)     | 20.              |
| 192              | Maxime Bouet (FRA)       | 31.              |
| 193              | Nacer Bouhanni (FRA)     | DNS-5            |
| 194              | Thibault Guernalec (FRA) | DNS-6            |
| 195              | Daniel McLay (GBR)       | DNS-6            |
| 196              | Alan Riou (FRA)          | 106.             |
| 197              | Clément Russo (FRA)      | 84.              |

| BikeExchange-Jayco BEX | BikeExchange-Jayco BEX     | BikeExchange-Jayco BEX |
| ---------------------- | -------------------------- | ---------------------- |
| Nr                     | Kolarz                     | Miejsce                |
| 201                    | Michael Matthews (AUS)     | 50.                    |
| 202                    | Lawson Craddock (USA)      | 92.                    |
| 203                    | Alexander Edmondson (AUS)  | 94.                    |
| 204                    | Tsgabu Grmay (ETH)         | 69.                    |
| 205                    | Kaden Groves (AUS)         | 132.                   |
| 206                    | Alexander Konychev (ITA)   | 105.                   |
| 207                    | Matteo Sobrero (ITA) (ITT) | 44.                    |

| Team DSM DSM | Team DSM DSM            | Team DSM DSM |
| ------------ | ----------------------- | ------------ |
| Nr           | Kolarz                  | Miejsce      |
| 211          | Romain Bardet (FRA)     | 12.          |
| 212          | Thymen Arensman (NED)   | 6.           |
| 213          | Nikias Arndt (GER)      | 75.          |
| 214          | Alberto Dainese (ITA)   | 122.         |
| 215          | Chris Hamilton (AUS)    | 74.          |
| 216          | Joris Nieuwenhuis (NED) | 100.         |
| 217          | Martijn Tusveld (NED)   | 98.          |

| TotalEnergies TEN | TotalEnergies TEN          | TotalEnergies TEN |
| ----------------- | -------------------------- | ----------------- |
| Nr                | Kolarz                     | Miejsce           |
| 221               | Peter Sagan (SVK) (szosa)  | DNS-3             |
| 222               | Edvald Boasson Hagen (NOR) | 73.               |
| 223               | Maciej Bodnar (POL) (ITT)  | 123.              |
| 224               | Valentin Ferron (FRA)      | 55.               |
| 225               | Daniel Oss (ITA)           | 89.               |
| 226               | Cristián Rodríguez (ESP)   | 17.               |
| 227               | Julien Simon (FRA)         | 56.               |

| Trek-Segafredo TFS | Trek-Segafredo TFS               | Trek-Segafredo TFS |
| ------------------ | -------------------------------- | ------------------ |
| Nr                 | Kolarz                           | Miejsce            |
| 231                | Giulio Ciccone (ITA)             | 10.                |
| 232                | Gianluca Brambilla (ITA)         | 48.                |
| 233                | Dario Cataldo (ITA)              | 45.                |
| 234                | Matteo Moschetti (ITA)           | 131.               |
| 235                | Quinn Simmons (USA)              | 63.                |
| 236                | Toms Skujiņš (LAT) (szosa i ITT) | 59.                |
| 237                | Edward Theuns (BEL)              | 102.               |

Legenda: DNF – nie ukończył etapu, OTL – przekroczył limit czasu, DNS – nie wystartował do etapu, DSQ – zdyskwalifikowany. Numer przy skrócie oznacza etap, na którym kolarz opuścił wyścig.

## Wyniki etapów

### Etap 1
| Lido di Camaiore - Lido di Camaiore | jazda indywidualna na czas | (13,9 km) |

| \| Klasyfikacja etapu \| Klasyfikacja etapu \| Klasyfikacja etapu \| Klasyfikacja etapu \| Klasyfikacja etapu \| \| Kolarz \| Kolarz \| Państwo \| Drużyna \| Czas \| \| ------------------ \| ------------------ \| ------------------ \| ---------------------- \| ------------------ \| \| 1. \| Filippo Ganna \| Włochy \| Ineos Grenadiers \| 15' 17" \| \| 2. \| Remco Evenepoel \| Belgia \| Quick-Step Alpha Vinyl \| + 11" \| \| 3. \| Tadej Pogačar \| Słowenia \| UAE Team Emirates \| + 18" \| \| 4. \| Kasper Asgreen \| Dania \| Quick-Step Alpha Vinyl \| + 24" \| \| 5. \| Alex Dowsett \| Wielka Brytania \| Israel-Premier Tech \| + 25" \| \| 6. \| Thymen Arensman \| Holandia \| Team DSM \| + 28" \| \| 7. \| Tobias Ludvigsson \| Szwecja \| Groupama-FDJ \| + 32" \| \| 8. \| Jos van Emden \| Holandia \| Jumbo-Visma \| + 33" \| \| 9. \| Mikkel Bjerg \| Dania \| UAE Team Emirates \| + 39" \| \| 10. \| Matteo Sobrero \| Włochy \| BikeExchange-Jayco \| + 39" \| |                   |                 |                        |         |
| |                   |                 |                        |         |
| Źródło: ProCyclingStats |                   |                 |                        |         |
| Klasyfikacja etapu |                   |                 |                        |         |
| Kolarz | Kolarz            | Państwo         | Drużyna                | Czas    |
| 1. | Filippo Ganna     | Włochy          | Ineos Grenadiers       | 15' 17" |
| 2. | Remco Evenepoel   | Belgia          | Quick-Step Alpha Vinyl | + 11"   |
| 3. | Tadej Pogačar     | Słowenia        | UAE Team Emirates      | + 18"   |
| 4. | Kasper Asgreen    | Dania           | Quick-Step Alpha Vinyl | + 24"   |
| 5. | Alex Dowsett      | Wielka Brytania | Israel-Premier Tech    | + 25"   |
| 6. | Thymen Arensman   | Holandia        | Team DSM               | + 28"   |
| 7. | Tobias Ludvigsson | Szwecja         | Groupama-FDJ           | + 32"   |
| 8. | Jos van Emden     | Holandia        | Jumbo-Visma            | + 33"   |
| 9. | Mikkel Bjerg      | Dania           | UAE Team Emirates      | + 39"   |
| 10. | Matteo Sobrero    | Włochy          | BikeExchange-Jayco     | + 39"   |

| \| Klasyfikacja generalna \| Klasyfikacja generalna \| Klasyfikacja generalna \| Klasyfikacja generalna \| Klasyfikacja generalna \| \| Kolarz \| Kolarz \| Państwo \| Drużyna \| Czas \| \| ---------------------- \| ---------------------- \| ---------------------- \| ---------------------- \| ---------------------- \| \| 1. \| Filippo Ganna \| Włochy \| Ineos Grenadiers \| 15' 17" \| \| 2. \| Remco Evenepoel \| Belgia \| Quick-Step Alpha Vinyl \| + 11" \| \| 3. \| Tadej Pogačar \| Słowenia \| UAE Team Emirates \| + 18" \| \| 4. \| Kasper Asgreen \| Dania \| Quick-Step Alpha Vinyl \| + 24" \| \| 5. \| Alex Dowsett \| Wielka Brytania \| Israel-Premier Tech \| + 25" \| \| 6. \| Thymen Arensman \| Holandia \| Team DSM \| + 28" \| \| 7. \| Tobias Ludvigsson \| Szwecja \| Groupama-FDJ \| + 32" \| \| 8. \| Jos van Emden \| Holandia \| Jumbo-Visma \| + 33" \| \| 9. \| Mikkel Bjerg \| Dania \| UAE Team Emirates \| + 39" \| \| 10. \| Matteo Sobrero \| Włochy \| BikeExchange-Jayco \| + 39" \| |                   |                 |                        |         |
| |                   |                 |                        |         |
| Źródło: ProCyclingStats |                   |                 |                        |         |
| Klasyfikacja generalna |                   |                 |                        |         |
| Kolarz | Kolarz            | Państwo         | Drużyna                | Czas    |
| 1. | Filippo Ganna     | Włochy          | Ineos Grenadiers       | 15' 17" |
| 2. | Remco Evenepoel   | Belgia          | Quick-Step Alpha Vinyl | + 11"   |
| 3. | Tadej Pogačar     | Słowenia        | UAE Team Emirates      | + 18"   |
| 4. | Kasper Asgreen    | Dania           | Quick-Step Alpha Vinyl | + 24"   |
| 5. | Alex Dowsett      | Wielka Brytania | Israel-Premier Tech    | + 25"   |
| 6. | Thymen Arensman   | Holandia        | Team DSM               | + 28"   |
| 7. | Tobias Ludvigsson | Szwecja         | Groupama-FDJ           | + 32"   |
| 8. | Jos van Emden     | Holandia        | Jumbo-Visma            | + 33"   |
| 9. | Mikkel Bjerg      | Dania           | UAE Team Emirates      | + 39"   |
| 10. | Matteo Sobrero    | Włochy          | BikeExchange-Jayco     | + 39"   |

### Etap 2
| Camaiore - Sovicille | pagórkowaty | (219 km) |

| \| Klasyfikacja etapu \| Klasyfikacja etapu \| Klasyfikacja etapu \| Klasyfikacja etapu \| Klasyfikacja etapu \| \| Kolarz \| Kolarz \| Państwo \| Drużyna \| Czas \| \| ------------------ \| ------------------ \| ------------------ \| ---------------------- \| ------------------ \| \| 1. \| Tim Merlier \| Belgia \| Alpecin-Fenix \| 5h 25' 23" \| \| 2. \| Olav Kooij \| Holandia \| Jumbo-Visma \| + 0" \| \| 3. \| Kaden Groves \| Australia \| BikeExchange-Jayco \| + 0" \| \| 4. \| Peter Sagan \| Słowacja \| TotalEnergies \| + 0" \| \| 5. \| Simone Consonni \| Włochy \| Cofidis \| + 0" \| \| 6. \| Phil Bauhaus \| Niemcy \| Bahrain Victorious \| + 0" \| \| 7. \| Davide Ballerini \| Włochy \| Quick-Step Alpha Vinyl \| + 0" \| \| 8. \| Giacomo Nizzolo \| Włochy \| Israel-Premier Tech \| + 0" \| \| 9. \| Jacopo Guarnieri \| Włochy \| Groupama-FDJ \| + 0" \| \| 10. \| Andrea Vendrame \| Włochy \| AG2R Citroën Team \| + 0" \| |                  |           |                        |            |
| |                  |           |                        |            |
| Źródło: ProCyclingStats |                  |           |                        |            |
| Klasyfikacja etapu |                  |           |                        |            |
| Kolarz | Kolarz           | Państwo   | Drużyna                | Czas       |
| 1. | Tim Merlier      | Belgia    | Alpecin-Fenix          | 5h 25' 23" |
| 2. | Olav Kooij       | Holandia  | Jumbo-Visma            | + 0"       |
| 3. | Kaden Groves     | Australia | BikeExchange-Jayco     | + 0"       |
| 4. | Peter Sagan      | Słowacja  | TotalEnergies          | + 0"       |
| 5. | Simone Consonni  | Włochy    | Cofidis                | + 0"       |
| 6. | Phil Bauhaus     | Niemcy    | Bahrain Victorious     | + 0"       |
| 7. | Davide Ballerini | Włochy    | Quick-Step Alpha Vinyl | + 0"       |
| 8. | Giacomo Nizzolo  | Włochy    | Israel-Premier Tech    | + 0"       |
| 9. | Jacopo Guarnieri | Włochy    | Groupama-FDJ           | + 0"       |
| 10. | Andrea Vendrame  | Włochy    | AG2R Citroën Team      | + 0"       |

| \| Klasyfikacja generalna \| Klasyfikacja generalna \| Klasyfikacja generalna \| Klasyfikacja generalna \| Klasyfikacja generalna \| \| Kolarz \| Kolarz \| Państwo \| Drużyna \| Czas \| \| ---------------------- \| ---------------------- \| ---------------------- \| ---------------------- \| ---------------------- \| \| 1. \| Filippo Ganna \| Włochy \| Ineos Grenadiers \| 5h 40' 40" \| \| 2. \| Remco Evenepoel \| Belgia \| Quick-Step Alpha Vinyl \| + 11" \| \| 3. \| Tadej Pogačar \| Słowenia \| UAE Team Emirates \| + 17" \| \| 4. \| Kasper Asgreen \| Dania \| Quick-Step Alpha Vinyl \| + 24" \| \| 5. \| Alex Dowsett \| Wielka Brytania \| Israel-Premier Tech \| + 25" \| \| 6. \| Thymen Arensman \| Holandia \| Team DSM \| + 28" \| \| 7. \| Tobias Ludvigsson \| Szwecja \| Groupama-FDJ \| + 32" \| \| 8. \| Jos van Emden \| Holandia \| Jumbo-Visma \| + 33" \| \| 9. \| Matteo Sobrero \| Włochy \| BikeExchange-Jayco \| + 39" \| \| 10. \| Lawson Craddock \| Stany Zjednoczone \| BikeExchange-Jayco \| + 39" \| |                   |                   |                        |            |
| |                   |                   |                        |            |
| Źródło: ProCyclingStats |                   |                   |                        |            |
| Klasyfikacja generalna |                   |                   |                        |            |
| Kolarz | Kolarz            | Państwo           | Drużyna                | Czas       |
| 1. | Filippo Ganna     | Włochy            | Ineos Grenadiers       | 5h 40' 40" |
| 2. | Remco Evenepoel   | Belgia            | Quick-Step Alpha Vinyl | + 11"      |
| 3. | Tadej Pogačar     | Słowenia          | UAE Team Emirates      | + 17"      |
| 4. | Kasper Asgreen    | Dania             | Quick-Step Alpha Vinyl | + 24"      |
| 5. | Alex Dowsett      | Wielka Brytania   | Israel-Premier Tech    | + 25"      |
| 6. | Thymen Arensman   | Holandia          | Team DSM               | + 28"      |
| 7. | Tobias Ludvigsson | Szwecja           | Groupama-FDJ           | + 32"      |
| 8. | Jos van Emden     | Holandia          | Jumbo-Visma            | + 33"      |
| 9. | Matteo Sobrero    | Włochy            | BikeExchange-Jayco     | + 39"      |
| 10. | Lawson Craddock   | Stany Zjednoczone | BikeExchange-Jayco     | + 39"      |

### Etap 3
| Murlo - Terni | płaski | (170 km) |

| \| Klasyfikacja etapu \| Klasyfikacja etapu \| Klasyfikacja etapu \| Klasyfikacja etapu \| Klasyfikacja etapu \| \| Kolarz \| Kolarz \| Państwo \| Drużyna \| Czas \| \| ------------------ \| ------------------ \| ------------------ \| ------------------ \| ------------------ \| \| 1. \| Caleb Ewan \| Australia \| Lotto-Soudal \| 4h 27' 04" \| \| 2. \| Arnaud Démare \| Francja \| Groupama-FDJ \| + 0" \| \| 3. \| Olav Kooij \| Holandia \| Jumbo-Visma \| + 0" \| \| 4. \| Nacer Bouhanni \| Francja \| Arkéa-Samsic \| + 0" \| \| 5. \| Tim Merlier \| Belgia \| Alpecin-Fenix \| + 0" \| \| 6. \| Pascal Ackermann \| Niemcy \| UAE Team Emirates \| + 0" \| \| 7. \| Phil Bauhaus \| Niemcy \| Bahrain Victorious \| + 0" \| \| 8. \| Simone Consonni \| Włochy \| Cofidis \| + 0" \| \| 9. \| Elia Viviani \| Włochy \| Ineos Grenadiers \| + 0" \| \| 10. \| Matteo Moschetti \| Włochy \| Trek-Segafredo \| + 0" \| |                  |           |                    |            |
| |                  |           |                    |            |
| Źródło: ProCyclingStats |                  |           |                    |            |
| Klasyfikacja etapu |                  |           |                    |            |
| Kolarz | Kolarz           | Państwo   | Drużyna            | Czas       |
| 1. | Caleb Ewan       | Australia | Lotto-Soudal       | 4h 27' 04" |
| 2. | Arnaud Démare    | Francja   | Groupama-FDJ       | + 0"       |
| 3. | Olav Kooij       | Holandia  | Jumbo-Visma        | + 0"       |
| 4. | Nacer Bouhanni   | Francja   | Arkéa-Samsic       | + 0"       |
| 5. | Tim Merlier      | Belgia    | Alpecin-Fenix      | + 0"       |
| 6. | Pascal Ackermann | Niemcy    | UAE Team Emirates  | + 0"       |
| 7. | Phil Bauhaus     | Niemcy    | Bahrain Victorious | + 0"       |
| 8. | Simone Consonni  | Włochy    | Cofidis            | + 0"       |
| 9. | Elia Viviani     | Włochy    | Ineos Grenadiers   | + 0"       |
| 10. | Matteo Moschetti | Włochy    | Trek-Segafredo     | + 0"       |

| \| Klasyfikacja generalna \| Klasyfikacja generalna \| Klasyfikacja generalna \| Klasyfikacja generalna \| Klasyfikacja generalna \| \| Kolarz \| Kolarz \| Państwo \| Drużyna \| Czas \| \| ---------------------- \| ---------------------- \| ---------------------- \| ---------------------- \| ---------------------- \| \| 1. \| Filippo Ganna \| Włochy \| Ineos Grenadiers \| 9h 48' 04" \| \| 2. \| Remco Evenepoel \| Belgia \| Quick-Step Alpha Vinyl \| + 11" \| \| 3. \| Tadej Pogačar \| Słowenia \| UAE Team Emirates \| + 14" \| \| 4. \| Kasper Asgreen \| Dania \| Quick-Step Alpha Vinyl \| + 24" \| \| 5. \| Alex Dowsett \| Wielka Brytania \| Israel-Premier Tech \| + 25" \| \| 6. \| Thymen Arensman \| Holandia \| Team DSM \| + 28" \| \| 7. \| Tobias Ludvigsson \| Szwecja \| Groupama-FDJ \| + 32" \| \| 8. \| Jos van Emden \| Holandia \| Jumbo-Visma \| + 33" \| \| 9. \| Matteo Sobrero \| Włochy \| BikeExchange-Jayco \| + 39" \| \| 10. \| Lawson Craddock \| Stany Zjednoczone \| BikeExchange-Jayco \| + 39" \| |                   |                   |                        |            |
| |                   |                   |                        |            |
| Źródło: ProCyclingStats |                   |                   |                        |            |
| Klasyfikacja generalna |                   |                   |                        |            |
| Kolarz | Kolarz            | Państwo           | Drużyna                | Czas       |
| 1. | Filippo Ganna     | Włochy            | Ineos Grenadiers       | 9h 48' 04" |
| 2. | Remco Evenepoel   | Belgia            | Quick-Step Alpha Vinyl | + 11"      |
| 3. | Tadej Pogačar     | Słowenia          | UAE Team Emirates      | + 14"      |
| 4. | Kasper Asgreen    | Dania             | Quick-Step Alpha Vinyl | + 24"      |
| 5. | Alex Dowsett      | Wielka Brytania   | Israel-Premier Tech    | + 25"      |
| 6. | Thymen Arensman   | Holandia          | Team DSM               | + 28"      |
| 7. | Tobias Ludvigsson | Szwecja           | Groupama-FDJ           | + 32"      |
| 8. | Jos van Emden     | Holandia          | Jumbo-Visma            | + 33"      |
| 9. | Matteo Sobrero    | Włochy            | BikeExchange-Jayco     | + 39"      |
| 10. | Lawson Craddock   | Stany Zjednoczone | BikeExchange-Jayco     | + 39"      |

### Etap 4
| Cascata delle Marmore - Bellante | górzysty | (202 km) |

| \| Klasyfikacja etapu \| Klasyfikacja etapu \| Klasyfikacja etapu \| Klasyfikacja etapu \| Klasyfikacja etapu \| \| Kolarz \| Kolarz \| Państwo \| Drużyna \| Czas \| \| ------------------ \| ------------------ \| ------------------ \| ---------------------- \| ------------------ \| \| 1. \| Tadej Pogačar \| Słowenia \| UAE Team Emirates \| 4h 48' 39" \| \| 2. \| Jonas Vingegaard \| Dania \| Jumbo-Visma \| + 2" \| \| 3. \| Victor Lafay \| Francja \| Cofidis \| + 2" \| \| 4. \| Remco Evenepoel \| Belgia \| Quick-Step Alpha Vinyl \| + 2" \| \| 5. \| Giulio Ciccone \| Włochy \| Trek-Segafredo \| + 5" \| \| 6. \| Tao Geoghegan Hart \| Wielka Brytania \| Ineos Grenadiers \| + 5" \| \| 7. \| Enric Mas \| Hiszpania \| Movistar Team \| + 5" \| \| 8. \| Wilco Kelderman \| Holandia \| Bora-Hansgrohe \| + 5" \| \| 9. \| Mikel Landa \| Hiszpania \| Bahrain Victorious \| + 5" \| \| 10. \| Jai Hindley \| Australia \| Bora-Hansgrohe \| + 5" \| |                    |                 |                        |            |
| |                    |                 |                        |            |
| Źródło: ProCyclingStats |                    |                 |                        |            |
| Klasyfikacja etapu |                    |                 |                        |            |
| Kolarz | Kolarz             | Państwo         | Drużyna                | Czas       |
| 1. | Tadej Pogačar      | Słowenia        | UAE Team Emirates      | 4h 48' 39" |
| 2. | Jonas Vingegaard   | Dania           | Jumbo-Visma            | + 2"       |
| 3. | Victor Lafay       | Francja         | Cofidis                | + 2"       |
| 4. | Remco Evenepoel    | Belgia          | Quick-Step Alpha Vinyl | + 2"       |
| 5. | Giulio Ciccone     | Włochy          | Trek-Segafredo         | + 5"       |
| 6. | Tao Geoghegan Hart | Wielka Brytania | Ineos Grenadiers       | + 5"       |
| 7. | Enric Mas          | Hiszpania       | Movistar Team          | + 5"       |
| 8. | Wilco Kelderman    | Holandia        | Bora-Hansgrohe         | + 5"       |
| 9. | Mikel Landa        | Hiszpania       | Bahrain Victorious     | + 5"       |
| 10. | Jai Hindley        | Australia       | Bora-Hansgrohe         | + 5"       |

| \| Klasyfikacja generalna \| Klasyfikacja generalna \| Klasyfikacja generalna \| Klasyfikacja generalna \| Klasyfikacja generalna \| \| Kolarz \| Kolarz \| Państwo \| Drużyna \| Czas \| \| ---------------------- \| ---------------------- \| ---------------------- \| ---------------------- \| ---------------------- \| \| 1. \| Tadej Pogačar \| Słowenia \| UAE Team Emirates \| 14h 36' 47" \| \| 2. \| Remco Evenepoel \| Belgia \| Quick-Step Alpha Vinyl \| + 9" \| \| 3. \| Filippo Ganna \| Włochy \| Ineos Grenadiers \| + 21" \| \| 4. \| Thymen Arensman \| Holandia \| Team DSM \| + 36" \| \| 5. \| Tao Geoghegan Hart \| Wielka Brytania \| Ineos Grenadiers \| + 43" \| \| 6. \| Jonas Vingegaard \| Dania \| Jumbo-Visma \| + 45" \| \| 7. \| Miguel Ángel López \| Kolumbia \| Astana Qazaqstan Team \| + 50" \| \| 8. \| Marc Soler \| Hiszpania \| UAE Team Emirates \| + 56" \| \| 9. \| Richie Porte \| Australia \| Ineos Grenadiers \| + 1' 02" \| \| 10. \| Wilco Kelderman \| Holandia \| Bora-Hansgrohe \| + 1' 04" \| |                    |                 |                        |             |
| |                    |                 |                        |             |
| Źródło: ProCyclingStats |                    |                 |                        |             |
| Klasyfikacja generalna |                    |                 |                        |             |
| Kolarz | Kolarz             | Państwo         | Drużyna                | Czas        |
| 1. | Tadej Pogačar      | Słowenia        | UAE Team Emirates      | 14h 36' 47" |
| 2. | Remco Evenepoel    | Belgia          | Quick-Step Alpha Vinyl | + 9"        |
| 3. | Filippo Ganna      | Włochy          | Ineos Grenadiers       | + 21"       |
| 4. | Thymen Arensman    | Holandia        | Team DSM               | + 36"       |
| 5. | Tao Geoghegan Hart | Wielka Brytania | Ineos Grenadiers       | + 43"       |
| 6. | Jonas Vingegaard   | Dania           | Jumbo-Visma            | + 45"       |
| 7. | Miguel Ángel López | Kolumbia        | Astana Qazaqstan Team  | + 50"       |
| 8. | Marc Soler         | Hiszpania       | UAE Team Emirates      | + 56"       |
| 9. | Richie Porte       | Australia       | Ineos Grenadiers       | + 1' 02"    |
| 10. | Wilco Kelderman    | Holandia        | Bora-Hansgrohe         | + 1' 04"    |

### Etap 5
| Sefro - Fermo | górski | (155 km) |

| \| Klasyfikacja etapu \| Klasyfikacja etapu \| Klasyfikacja etapu \| Klasyfikacja etapu \| Klasyfikacja etapu \| \| Kolarz \| Kolarz \| Państwo \| Drużyna \| Czas \| \| ------------------ \| ------------------ \| ------------------ \| ---------------------- \| ------------------ \| \| 1. \| Warren Barguil \| Francja \| Arkéa-Samsic \| 3h 39' 53" \| \| 2. \| Xandro Meurisse \| Belgia \| Alpecin-Fenix \| + 10" \| \| 3. \| Simone Velasco \| Włochy \| Astana Qazaqstan Team \| + 14" \| \| 4. \| Nelson Oliveira \| Portugalia \| Movistar Team \| + 15" \| \| 5. \| Richie Porte \| Australia \| Ineos Grenadiers \| + 26" \| \| 6. \| Tadej Pogačar \| Słowenia \| UAE Team Emirates \| + 28" \| \| 7. \| Jonas Vingegaard \| Dania \| Jumbo-Visma \| + 28" \| \| 8. \| Enric Mas \| Hiszpania \| Movistar Team \| + 28" \| \| 9. \| Remco Evenepoel \| Belgia \| Quick-Step Alpha Vinyl \| + 28" \| \| 10. \| Jai Hindley \| Australia \| Bora-Hansgrohe \| + 28" \| |                  |            |                        |            |
| |                  |            |                        |            |
| Źródło: ProCyclingStats |                  |            |                        |            |
| Klasyfikacja etapu |                  |            |                        |            |
| Kolarz | Kolarz           | Państwo    | Drużyna                | Czas       |
| 1. | Warren Barguil   | Francja    | Arkéa-Samsic           | 3h 39' 53" |
| 2. | Xandro Meurisse  | Belgia     | Alpecin-Fenix          | + 10"      |
| 3. | Simone Velasco   | Włochy     | Astana Qazaqstan Team  | + 14"      |
| 4. | Nelson Oliveira  | Portugalia | Movistar Team          | + 15"      |
| 5. | Richie Porte     | Australia  | Ineos Grenadiers       | + 26"      |
| 6. | Tadej Pogačar    | Słowenia   | UAE Team Emirates      | + 28"      |
| 7. | Jonas Vingegaard | Dania      | Jumbo-Visma            | + 28"      |
| 8. | Enric Mas        | Hiszpania  | Movistar Team          | + 28"      |
| 9. | Remco Evenepoel  | Belgia     | Quick-Step Alpha Vinyl | + 28"      |
| 10. | Jai Hindley      | Australia  | Bora-Hansgrohe         | + 28"      |

| \| Klasyfikacja generalna \| Klasyfikacja generalna \| Klasyfikacja generalna \| Klasyfikacja generalna \| Klasyfikacja generalna \| \| Kolarz \| Kolarz \| Państwo \| Drużyna \| Czas \| \| ---------------------- \| ---------------------- \| ---------------------- \| ---------------------- \| ---------------------- \| \| 1. \| Tadej Pogačar \| Słowenia \| UAE Team Emirates \| 18h 17' 08" \| \| 2. \| Remco Evenepoel \| Belgia \| Quick-Step Alpha Vinyl \| + 9" \| \| 3. \| Thymen Arensman \| Holandia \| Team DSM \| + 43" \| \| 4. \| Jonas Vingegaard \| Dania \| Jumbo-Visma \| + 45" \| \| 5. \| Miguel Ángel López \| Kolumbia \| Astana Qazaqstan Team \| + 1' 00" \| \| 6. \| Richie Porte \| Australia \| Ineos Grenadiers \| + 1' 00" \| \| 7. \| Tao Geoghegan Hart \| Wielka Brytania \| Ineos Grenadiers \| + 1' 02" \| \| 8. \| Jai Hindley \| Australia \| Bora-Hansgrohe \| + 1' 06" \| \| 9. \| Enric Mas \| Hiszpania \| Movistar Team \| + 1' 11" \| \| 10. \| Wilco Kelderman \| Holandia \| Bora-Hansgrohe \| + 1' 14" \| |                    |                 |                        |             |
| |                    |                 |                        |             |
| Źródło: ProCyclingStats |                    |                 |                        |             |
| Klasyfikacja generalna |                    |                 |                        |             |
| Kolarz | Kolarz             | Państwo         | Drużyna                | Czas        |
| 1. | Tadej Pogačar      | Słowenia        | UAE Team Emirates      | 18h 17' 08" |
| 2. | Remco Evenepoel    | Belgia          | Quick-Step Alpha Vinyl | + 9"        |
| 3. | Thymen Arensman    | Holandia        | Team DSM               | + 43"       |
| 4. | Jonas Vingegaard   | Dania           | Jumbo-Visma            | + 45"       |
| 5. | Miguel Ángel López | Kolumbia        | Astana Qazaqstan Team  | + 1' 00"    |
| 6. | Richie Porte       | Australia       | Ineos Grenadiers       | + 1' 00"    |
| 7. | Tao Geoghegan Hart | Wielka Brytania | Ineos Grenadiers       | + 1' 02"    |
| 8. | Jai Hindley        | Australia       | Bora-Hansgrohe         | + 1' 06"    |
| 9. | Enric Mas          | Hiszpania       | Movistar Team          | + 1' 11"    |
| 10. | Wilco Kelderman    | Holandia        | Bora-Hansgrohe         | + 1' 14"    |

### Etap 6
| Apecchio - Carpegna | górski | (213 km) |

| \| Klasyfikacja etapu \| Klasyfikacja etapu \| Klasyfikacja etapu \| Klasyfikacja etapu \| Klasyfikacja etapu \| \| Kolarz \| Kolarz \| Państwo \| Drużyna \| Czas \| \| ------------------ \| ------------------ \| ------------------ \| ------------------ \| ------------------ \| \| 1. \| Tadej Pogačar \| Słowenia \| UAE Team Emirates \| 5h 28' 57" \| \| 2. \| Jonas Vingegaard \| Dania \| Jumbo-Visma \| + 1' 03" \| \| 3. \| Mikel Landa \| Hiszpania \| Bahrain Victorious \| + 1' 03" \| \| 4. \| Richie Porte \| Australia \| Ineos Grenadiers \| + 1' 34" \| \| 5. \| Damiano Caruso \| Włochy \| Bahrain Victorious \| + 1' 49" \| \| 6. \| Jai Hindley \| Australia \| Bora-Hansgrohe \| + 1' 49" \| \| 7. \| Thibaut Pinot \| Francja \| Groupama-FDJ \| + 1' 49" \| \| 8. \| Giulio Ciccone \| Włochy \| Trek-Segafredo \| + 2' 23" \| \| 9. \| Pello Bilbao \| Hiszpania \| Bahrain Victorious \| + 2' 23" \| \| 10. \| Thymen Arensman \| Holandia \| Team DSM \| + 2' 23" \| |                  |           |                    |            |
| |                  |           |                    |            |
| Źródło: ProCyclingStats |                  |           |                    |            |
| Klasyfikacja etapu |                  |           |                    |            |
| Kolarz | Kolarz           | Państwo   | Drużyna            | Czas       |
| 1. | Tadej Pogačar    | Słowenia  | UAE Team Emirates  | 5h 28' 57" |
| 2. | Jonas Vingegaard | Dania     | Jumbo-Visma        | + 1' 03"   |
| 3. | Mikel Landa      | Hiszpania | Bahrain Victorious | + 1' 03"   |
| 4. | Richie Porte     | Australia | Ineos Grenadiers   | + 1' 34"   |
| 5. | Damiano Caruso   | Włochy    | Bahrain Victorious | + 1' 49"   |
| 6. | Jai Hindley      | Australia | Bora-Hansgrohe     | + 1' 49"   |
| 7. | Thibaut Pinot    | Francja   | Groupama-FDJ       | + 1' 49"   |
| 8. | Giulio Ciccone   | Włochy    | Trek-Segafredo     | + 2' 23"   |
| 9. | Pello Bilbao     | Hiszpania | Bahrain Victorious | + 2' 23"   |
| 10. | Thymen Arensman  | Holandia  | Team DSM           | + 2' 23"   |

| \| Klasyfikacja generalna \| Klasyfikacja generalna \| Klasyfikacja generalna \| Klasyfikacja generalna \| Klasyfikacja generalna \| \| Kolarz \| Kolarz \| Państwo \| Drużyna \| Czas \| \| ---------------------- \| ---------------------- \| ---------------------- \| ---------------------- \| ---------------------- \| \| 1. \| Tadej Pogačar \| Słowenia \| UAE Team Emirates \| 23h 45' 55" \| \| 2. \| Jonas Vingegaard \| Dania \| Jumbo-Visma \| + 1' 52" \| \| 3. \| Mikel Landa \| Hiszpania \| Bahrain Victorious \| + 2' 33" \| \| 4. \| Richie Porte \| Australia \| Ineos Grenadiers \| + 2' 44" \| \| 5. \| Jai Hindley \| Australia \| Bora-Hansgrohe \| + 3' 05" \| \| 6. \| Thymen Arensman \| Holandia \| Team DSM \| + 3' 16" \| \| 7. \| Damiano Caruso \| Włochy \| Bahrain Victorious \| + 3' 20" \| \| 8. \| Thibaut Pinot \| Francja \| Groupama-FDJ \| + 3' 37" \| \| 9. \| Pello Bilbao \| Hiszpania \| Bahrain Victorious \| + 3' 51" \| \| 10. \| Giulio Ciccone \| Włochy \| Trek-Segafredo \| + 4' 03" \| |                  |           |                    |             |
| |                  |           |                    |             |
| Źródło: ProCyclingStats |                  |           |                    |             |
| Klasyfikacja generalna |                  |           |                    |             |
| Kolarz | Kolarz           | Państwo   | Drużyna            | Czas        |
| 1. | Tadej Pogačar    | Słowenia  | UAE Team Emirates  | 23h 45' 55" |
| 2. | Jonas Vingegaard | Dania     | Jumbo-Visma        | + 1' 52"    |
| 3. | Mikel Landa      | Hiszpania | Bahrain Victorious | + 2' 33"    |
| 4. | Richie Porte     | Australia | Ineos Grenadiers   | + 2' 44"    |
| 5. | Jai Hindley      | Australia | Bora-Hansgrohe     | + 3' 05"    |
| 6. | Thymen Arensman  | Holandia  | Team DSM           | + 3' 16"    |
| 7. | Damiano Caruso   | Włochy    | Bahrain Victorious | + 3' 20"    |
| 8. | Thibaut Pinot    | Francja   | Groupama-FDJ       | + 3' 37"    |
| 9. | Pello Bilbao     | Hiszpania | Bahrain Victorious | + 3' 51"    |
| 10. | Giulio Ciccone   | Włochy    | Trek-Segafredo     | + 4' 03"    |

### Etap 7
| San Benedetto del Tronto - San Benedetto del Tronto | płaski | (159 km) |

| \| Klasyfikacja etapu \| Klasyfikacja etapu \| Klasyfikacja etapu \| Klasyfikacja etapu \| Klasyfikacja etapu \| \| Kolarz \| Kolarz \| Państwo \| Drużyna \| Czas \| \| ------------------ \| -------------------- \| ------------------ \| ---------------------------------- \| ------------------ \| \| 1. \| Phil Bauhaus \| Niemcy \| Bahrain Victorious \| 3h 39' 58" \| \| 2. \| Giacomo Nizzolo \| Włochy \| Israel-Premier Tech \| + 0" \| \| 3. \| Kaden Groves \| Australia \| BikeExchange-Jayco \| + 0" \| \| 4. \| Davide Cimolai \| Włochy \| Cofidis \| + 0" \| \| 5. \| Alberto Dainese \| Włochy \| Team DSM \| + 0" \| \| 6. \| Alexander Kristoff \| Norwegia \| Intermarché-Wanty-Gobert Matériaux \| + 0" \| \| 7. \| Edvald Boasson Hagen \| Norwegia \| TotalEnergies \| + 0" \| \| 8. \| Olav Kooij \| Holandia \| Jumbo-Visma \| + 0" \| \| 9. \| Arnaud Démare \| Francja \| Groupama-FDJ \| + 0" \| \| 10. \| Matteo Moschetti \| Włochy \| Trek-Segafredo \| + 0" \| |                      |           |                                    |            |
| |                      |           |                                    |            |
| Źródło: ProCyclingStats |                      |           |                                    |            |
| Klasyfikacja etapu |                      |           |                                    |            |
| Kolarz | Kolarz               | Państwo   | Drużyna                            | Czas       |
| 1. | Phil Bauhaus         | Niemcy    | Bahrain Victorious                 | 3h 39' 58" |
| 2. | Giacomo Nizzolo      | Włochy    | Israel-Premier Tech                | + 0"       |
| 3. | Kaden Groves         | Australia | BikeExchange-Jayco                 | + 0"       |
| 4. | Davide Cimolai       | Włochy    | Cofidis                            | + 0"       |
| 5. | Alberto Dainese      | Włochy    | Team DSM                           | + 0"       |
| 6. | Alexander Kristoff   | Norwegia  | Intermarché-Wanty-Gobert Matériaux | + 0"       |
| 7. | Edvald Boasson Hagen | Norwegia  | TotalEnergies                      | + 0"       |
| 8. | Olav Kooij           | Holandia  | Jumbo-Visma                        | + 0"       |
| 9. | Arnaud Démare        | Francja   | Groupama-FDJ                       | + 0"       |
| 10. | Matteo Moschetti     | Włochy    | Trek-Segafredo                     | + 0"       |

## Klasyfikacje

### Klasyfikacja generalna
| \| Klasyfikacja generalna \| Klasyfikacja generalna \| Klasyfikacja generalna \| Klasyfikacja generalna \| Klasyfikacja generalna \| \| Kolarz \| Kolarz \| Państwo \| Drużyna \| Czas \| \| ---------------------- \| ---------------------- \| ---------------------- \| ---------------------- \| ---------------------- \| \| 1. \| Tadej Pogačar \| Słowenia \| UAE Team Emirates \| 27h 25' 53" \| \| 2. \| Jonas Vingegaard \| Dania \| Jumbo-Visma \| + 1' 52" \| \| 3. \| Mikel Landa \| Hiszpania \| Bahrain Victorious \| + 2' 33" \| \| 4. \| Richie Porte \| Australia \| Ineos Grenadiers \| + 2' 44" \| \| 5. \| Jai Hindley \| Australia \| Bora-Hansgrohe \| + 3' 05" \| \| 6. \| Thymen Arensman \| Holandia \| Team DSM \| + 3' 16" \| \| 7. \| Damiano Caruso \| Włochy \| Bahrain Victorious \| + 3' 20" \| \| 8. \| Thibaut Pinot \| Francja \| Groupama-FDJ \| + 3' 37" \| \| 9. \| Pello Bilbao \| Hiszpania \| Bahrain Victorious \| + 3' 51" \| \| 10. \| Giulio Ciccone \| Włochy \| Trek-Segafredo \| + 4' 03" \| |                  |           |                    |             |
| |                  |           |                    |             |
| Źródło: ProCyclingStats |                  |           |                    |             |
| Klasyfikacja generalna |                  |           |                    |             |
| Kolarz | Kolarz           | Państwo   | Drużyna            | Czas        |
| 1. | Tadej Pogačar    | Słowenia  | UAE Team Emirates  | 27h 25' 53" |
| 2. | Jonas Vingegaard | Dania     | Jumbo-Visma        | + 1' 52"    |
| 3. | Mikel Landa      | Hiszpania | Bahrain Victorious | + 2' 33"    |
| 4. | Richie Porte     | Australia | Ineos Grenadiers   | + 2' 44"    |
| 5. | Jai Hindley      | Australia | Bora-Hansgrohe     | + 3' 05"    |
| 6. | Thymen Arensman  | Holandia  | Team DSM           | + 3' 16"    |
| 7. | Damiano Caruso   | Włochy    | Bahrain Victorious | + 3' 20"    |
| 8. | Thibaut Pinot    | Francja   | Groupama-FDJ       | + 3' 37"    |
| 9. | Pello Bilbao     | Hiszpania | Bahrain Victorious | + 3' 51"    |
| 10. | Giulio Ciccone   | Włochy    | Trek-Segafredo     | + 4' 03"    |

| Klasyfikacja punktowa | Klasyfikacja punktowa | Klasyfikacja punktowa | Klasyfikacja punktowa  | Klasyfikacja punktowa |
| Kolarz                | Kolarz                | Państwo               | Drużyna                | Punkty                |
| --------------------- | --------------------- | --------------------- | ---------------------- | --------------------- |
| 1.                    | Tadej Pogačar         | Słowenia              | UAE Team Emirates      | 44 pkt                |
| 2.                    | Jonas Vingegaard      | Dania                 | Jumbo-Visma            | 24 pkt                |
| 3.                    | Phil Bauhaus          | Niemcy                | Bahrain Victorious     | 21 pkt                |
| 4.                    | Olav Kooij            | Holandia              | Jumbo-Visma            | 21 pkt                |
| 5.                    | Remco Evenepoel       | Belgia                | Quick-Step Alpha Vinyl | 19 pkt                |
| 6.                    | Tim Merlier           | Belgia                | Alpecin-Fenix          | 18 pkt                |
| 7.                    | Kaden Groves          | Australia             | BikeExchange-Jayco     | 16 pkt                |
| 8.                    | Richie Porte          | Australia             | Ineos Grenadiers       | 13 pkt                |
| 9.                    | Giacomo Nizzolo       | Włochy                | Israel-Premier Tech    | 13 pkt                |
| 10.                   | Warren Barguil        | Francja               | Arkéa-Samsic           | 12 pkt                |

| Klasyfikacja punktowa | Klasyfikacja punktowa | Klasyfikacja punktowa | Klasyfikacja punktowa  | Klasyfikacja punktowa |
| Kolarz                | Kolarz                | Państwo               | Drużyna                | Punkty                |
| --------------------- | --------------------- | --------------------- | ---------------------- | --------------------- |
| 1.                    | Tadej Pogačar         | Słowenia              | UAE Team Emirates      | 44 pkt                |
| 2.                    | Jonas Vingegaard      | Dania                 | Jumbo-Visma            | 24 pkt                |
| 3.                    | Phil Bauhaus          | Niemcy                | Bahrain Victorious     | 21 pkt                |
| 4.                    | Olav Kooij            | Holandia              | Jumbo-Visma            | 21 pkt                |
| 5.                    | Remco Evenepoel       | Belgia                | Quick-Step Alpha Vinyl | 19 pkt                |
| 6.                    | Tim Merlier           | Belgia                | Alpecin-Fenix          | 18 pkt                |
| 7.                    | Kaden Groves          | Australia             | BikeExchange-Jayco     | 16 pkt                |
| 8.                    | Richie Porte          | Australia             | Ineos Grenadiers       | 13 pkt                |
| 9.                    | Giacomo Nizzolo       | Włochy                | Israel-Premier Tech    | 13 pkt                |
| 10.                   | Warren Barguil        | Francja               | Arkéa-Samsic           | 12 pkt                |

| Klasyfikacja górska | Klasyfikacja górska | Klasyfikacja górska | Klasyfikacja górska | Klasyfikacja górska |
| Kolarz              | Kolarz              | Państwo             | Drużyna             | Punkty              |
| ------------------- | ------------------- | ------------------- | ------------------- | ------------------- |
| 1.                  | Quinn Simmons       | Stany Zjednoczone   | Trek-Segafredo      | 35 pkt              |
| 2.                  | Tadej Pogačar       | Słowenia            | UAE Team Emirates   | 25 pkt              |
| 3.                  | Jonas Vingegaard    | Dania               | Jumbo-Visma         | 15 pkt              |
| 4.                  | Davide Bais         | Włochy              | Eolo-Kometa         | 13 pkt              |
| 5.                  | Damiano Caruso      | Włochy              | Bahrain Victorious  | 11 pkt              |
| 6.                  | Mikel Landa         | Hiszpania           | Bahrain Victorious  | 10 pkt              |
| 7.                  | Warren Barguil      | Francja             | Arkéa-Samsic        | 9 pkt               |
| 8.                  | Xandro Meurisse     | Belgia              | Alpecin-Fenix       | 9 pkt               |
| 9.                  | Francesco Gavazzi   | Włochy              | Eolo-Kometa         | 8 pkt               |
| 10.                 | Richie Porte        | Australia           | Ineos Grenadiers    | 7 pkt               |

| Klasyfikacja górska | Klasyfikacja górska | Klasyfikacja górska | Klasyfikacja górska | Klasyfikacja górska |
| Kolarz              | Kolarz              | Państwo             | Drużyna             | Punkty              |
| ------------------- | ------------------- | ------------------- | ------------------- | ------------------- |
| 1.                  | Quinn Simmons       | Stany Zjednoczone   | Trek-Segafredo      | 35 pkt              |
| 2.                  | Tadej Pogačar       | Słowenia            | UAE Team Emirates   | 25 pkt              |
| 3.                  | Jonas Vingegaard    | Dania               | Jumbo-Visma         | 15 pkt              |
| 4.                  | Davide Bais         | Włochy              | Eolo-Kometa         | 13 pkt              |
| 5.                  | Damiano Caruso      | Włochy              | Bahrain Victorious  | 11 pkt              |
| 6.                  | Mikel Landa         | Hiszpania           | Bahrain Victorious  | 10 pkt              |
| 7.                  | Warren Barguil      | Francja             | Arkéa-Samsic        | 9 pkt               |
| 8.                  | Xandro Meurisse     | Belgia              | Alpecin-Fenix       | 9 pkt               |
| 9.                  | Francesco Gavazzi   | Włochy              | Eolo-Kometa         | 8 pkt               |
| 10.                 | Richie Porte        | Australia           | Ineos Grenadiers    | 7 pkt               |

| Klasyfikacja młodzieżowa | Klasyfikacja młodzieżowa | Klasyfikacja młodzieżowa | Klasyfikacja młodzieżowa        | Klasyfikacja młodzieżowa |
| Kolarz                   | Kolarz                   | Państwo                  | Drużyna                         | Czas                     |
| ------------------------ | ------------------------ | ------------------------ | ------------------------------- | ------------------------ |
| 1.                       | Tadej Pogačar            | Słowenia                 | UAE Team Emirates               | 27h 25' 53"              |
| 2.                       | Thymen Arensman          | Holandia                 | Team DSM                        | + 3' 16"                 |
| 3.                       | Remco Evenepoel          | Belgia                   | Quick-Step Alpha Vinyl          | + 4' 20"                 |
| 4.                       | Jefferson Alveiro Cepeda | Ekwador                  | Caja Rural-Seguros RGA          | + 19' 56"                |
| 5.                       | Natnael Tesfatsion       | Erytrea                  | Drone Hopper-Androni Giocattoli | + 25' 03"                |
| 6.                       | Matteo Sobrero           | Włochy                   | BikeExchange-Jayco              | + 29' 59"                |
| 7.                       | Valentin Ferron          | Francja                  | TotalEnergies                   | + 38' 32"                |
| 8.                       | Quinn Simmons            | Stany Zjednoczone        | Trek-Segafredo                  | + 43' 28"                |
| 9.                       | Einer Rubio              | Kolumbia                 | Movistar Team                   | + 47' 06"                |
| 10.                      | Mikkel Frølich Honoré    | Dania                    | Quick-Step Alpha Vinyl          | + 1h 00' 49"             |

| Klasyfikacja młodzieżowa | Klasyfikacja młodzieżowa | Klasyfikacja młodzieżowa | Klasyfikacja młodzieżowa        | Klasyfikacja młodzieżowa |
| Kolarz                   | Kolarz                   | Państwo                  | Drużyna                         | Czas                     |
| ------------------------ | ------------------------ | ------------------------ | ------------------------------- | ------------------------ |
| 1.                       | Tadej Pogačar            | Słowenia                 | UAE Team Emirates               | 27h 25' 53"              |
| 2.                       | Thymen Arensman          | Holandia                 | Team DSM                        | + 3' 16"                 |
| 3.                       | Remco Evenepoel          | Belgia                   | Quick-Step Alpha Vinyl          | + 4' 20"                 |
| 4.                       | Jefferson Alveiro Cepeda | Ekwador                  | Caja Rural-Seguros RGA          | + 19' 56"                |
| 5.                       | Natnael Tesfatsion       | Erytrea                  | Drone Hopper-Androni Giocattoli | + 25' 03"                |
| 6.                       | Matteo Sobrero           | Włochy                   | BikeExchange-Jayco              | + 29' 59"                |
| 7.                       | Valentin Ferron          | Francja                  | TotalEnergies                   | + 38' 32"                |
| 8.                       | Quinn Simmons            | Stany Zjednoczone        | Trek-Segafredo                  | + 43' 28"                |
| 9.                       | Einer Rubio              | Kolumbia                 | Movistar Team                   | + 47' 06"                |
| 10.                      | Mikkel Frølich Honoré    | Dania                    | Quick-Step Alpha Vinyl          | + 1h 00' 49"             |

| Klasyfikacja drużynowa | Klasyfikacja drużynowa          | Klasyfikacja drużynowa       | Klasyfikacja drużynowa |
| Drużyna                | Drużyna                         | Państwo                      | Czas                   |
| ---------------------- | ------------------------------- | ---------------------------- | ---------------------- |
| 1.                     | Bahrain Victorious              | Bahrajn                      | 82h 26' 46"            |
| 2.                     | UAE Team Emirates               | Zjednoczone Emiraty Arabskie | + 8' 11"               |
| 3.                     | Bora-Hansgrohe                  | Niemcy                       | + 19' 04"              |
| 4.                     | Ineos Grenadiers                | Wielka Brytania              | + 27' 06"              |
| 5.                     | Cofidis                         | Francja                      | + 29' 06"              |
| 6.                     | Team DSM                        | Holandia                     | + 34' 16"              |
| 7.                     | AG2R Citroën Team               | Francja                      | + 35' 14"              |
| 8.                     | Movistar Team                   | Hiszpania                    | + 35' 54"              |
| 9.                     | Drone Hopper-Androni Giocattoli | Włochy                       | + 40' 08"              |
| 10.                    | Eolo-Kometa                     | Włochy                       | + 43' 37"              |

| Klasyfikacja drużynowa | Klasyfikacja drużynowa          | Klasyfikacja drużynowa       | Klasyfikacja drużynowa |
| Drużyna                | Drużyna                         | Państwo                      | Czas                   |
| ---------------------- | ------------------------------- | ---------------------------- | ---------------------- |
| 1.                     | Bahrain Victorious              | Bahrajn                      | 82h 26' 46"            |
| 2.                     | UAE Team Emirates               | Zjednoczone Emiraty Arabskie | + 8' 11"               |
| 3.                     | Bora-Hansgrohe                  | Niemcy                       | + 19' 04"              |
| 4.                     | Ineos Grenadiers                | Wielka Brytania              | + 27' 06"              |
| 5.                     | Cofidis                         | Francja                      | + 29' 06"              |
| 6.                     | Team DSM                        | Holandia                     | + 34' 16"              |
| 7.                     | AG2R Citroën Team               | Francja                      | + 35' 14"              |
| 8.                     | Movistar Team                   | Hiszpania                    | + 35' 54"              |
| 9.                     | Drone Hopper-Androni Giocattoli | Włochy                       | + 40' 08"              |
| 10.                    | Eolo-Kometa                     | Włochy                       | + 43' 37"              |

### Liderzy klasyfikacji
| Etap   |                            | Pierwsze miejsce _ | Klasyfikacja generalna | Punktowa      | Górska        | Młodzieżowa     | Drużynowa _            |
| ------ | -------------------------- | ------------------ | ---------------------- | ------------- | ------------- | --------------- | ---------------------- |
| 1      | jazda indywidualna na czas | Filippo Ganna      | Filippo Ganna          | Filippo Ganna | nie przyznano | Remco Evenepoel | Quick-Step Alpha Vinyl |
| 2      | pagórkowaty                | Tim Merlier        | Filippo Ganna          | Filippo Ganna | Davide Bais   | Remco Evenepoel | Quick-Step Alpha Vinyl |
| 3      | płaski                     | Caleb Ewan         | Filippo Ganna          | Tim Merlier   | Davide Bais   | Remco Evenepoel | Quick-Step Alpha Vinyl |
| 4      | górzysty                   | Tadej Pogačar      | Tadej Pogačar          | Tadej Pogačar | Quinn Simmons | Tadej Pogačar   | Ineos Grenadiers       |
| 5      | górski                     | Warren Barguil     | Tadej Pogačar          | Tadej Pogačar | Quinn Simmons | Tadej Pogačar   | Bahrain Victorious     |
| 6      | górski                     | Tadej Pogačar      | Tadej Pogačar          | Tadej Pogačar | Quinn Simmons | Tadej Pogačar   | Bahrain Victorious     |
| 7      | płaski                     | Phil Bauhaus       | Tadej Pogačar          | Tadej Pogačar | Quinn Simmons | Tadej Pogačar   | Bahrain Victorious     |
| Koniec | Koniec                     |                    | Tadej Pogačar          | Tadej Pogačar | Quinn Simmons | Tadej Pogačar   | Bahrain Victorious     |